# Jacob Pronk Nz
Jacob Pronk Nz (Scheveningen, gedoopt 14 maart 1762 – Den Haag, 18 januari 1838) was een Nederlands reder. Hij oefende ook een aantal andere kleurrijke beroepen uit waaronder dat van exploitant van een Schevenings (zee)badhuis. Uit een officieel document van 4 oktober 1819 blijkt dat Pronk tot, of tot kort na, 1795 een achttal jaren als vissnijder heeft gewerkt. Vervolgens heeft hij, zoals eerder vermeld, tot 1802 het beroep uitgeoefend van reder van een enkel kustvissersscheepje: een zogeheten pink. In 1802 werd hij klerk op het kantoor van de 'Landsgaarder van den impost op de wijnen' binnen Den Haag. In 1815 werd hij 'Directeur van de Buitenlandsche Correspondentie' te Scheveningen waarna hij in 1817 werd aangesteld tot 'Ontvanger van de in en uitgaande regten'. Nadat deze functie werd opgeheven komt men Pronk nog tegen als kommies. 

## Oranjegezind
Pronk blijkt zeer Oranjegezind te zijn geweest; hij trok de aandacht ten tijde van de vlucht van de toenmalige stadhouder Willem V en diens gezin op 18 januari 1795, maar vooral gedurende een aantal jaren na de terugkeer van de prins van Oranje en latere koning Willem I. De komst van het Franse leger dwong destijds de stadhouder Willem V en zijn gezin tot deze vlucht en gezien hun woonplaats Den Haag was, was een vertrek vanaf het strand van Scheveningen richting Engeland het meest voor de hand liggend. Naast anderen verleende ook Jacob Pronk bij dit - overigens moeizame - vertrek hand-en-spandiensten. Door een felle vorst was de zeereep bedekt met een zware ijskorst zodat de op het strand rustende pinken slechts met moeite over de ijsmassa in zee konden worden gezet. Men vermeldt hierbij het aantal van 22 pinken dat de stadhouderlijke familie naar Engeland overbracht; daar ook begon hun achttien jaar durende ballingschap. De echtgenote van de stadhouder vertrok samen met de jongste kinderen en haar hofhouding op die dag al eerder dan haar man. Willem V en twee grotere zoons voeren later af met een pink die was genaamd 'Johanna Hoogenraad'; deze werd gevoerd door de stuurman Arij Ros. In tegenstelling tot wat wel wordt verondersteld, was de pink niet het eigendom van Jacob Pronk. De naam van het vaartuig verwijst naar een reder/eigenaar met de naam Hoogenraad. Nadat - na een aantal dagen - de vissersschepen weer op het strand van Scheveningen waren aangekomen, zou de Republiek der Zeven Verenigde Nederlanden vanaf toen weldra plaats gaan maken voor de Bataafse Republiek: de Franse Tijd was begonnen. De Scheveningse vissers beleefden zware jaren, vooral toen Napoleon het Continentaal Stelsel afkondigde. De vissers van Scheveningen en ook van andere Noordzeedorpen hielden in die jaren, naast het vissen, met sluikhandel op Engeland onder meer het hoofd boven water.

## Omwenteling
Na de omwenteling van 17 november 1813 werd Pronk benaderd door een lid van een - door enkelen uitgeroepen - Voorlopig Bewind; het ging om Leopold van Limburg Stirum. Jacob Pronk stuurde op verzoek van de laatstgenoemde bewindvoerder enkele pinken naar alle windrichtingen met het bericht dat het vaderland vrij was. Aan de Oranjevorst - toen nog Willem VI - werd door de voorlopige bewindvoerders verzocht, over te komen naar zijn vaderland. Na overleg met de Britse regering stemde de Prins toe.
Op 30 november 1813 ging het Engelse fregatschip 'Warrior', met aan boord de prins, voor de kust van Scheveningen voor anker. Hij werd met een sloep tot bij het strand geroeid. Een der zoons van Pronk werd door zijn vader met een mondelinge boodschap naar Leopold van Limburg Stirum in Den Haag gezonden om de aankomst van de prins te melden. De Scheveningse voerman Dirk van Duyne sr., die met paard en wagen op het strand was aangekomen, ging hiermee in zee tot aan de drijvende sloep. Pronk ging op een paard eveneens te water om de prins mede naar het vasteland te dirigeren. Aangekomen op het strand werd de prins door een, intussen grote, menigte begroet. De aangekomen prins werd allereerst naar de plaatselijke pastorie gebracht waar hij door enkele plaatselijke notabelen werd welkom geheten. Vanuit Den Haag kwam een rijtuig dat de prins naar het huis van Van Limburg Stirum bracht en vandaar naar dat van Gijsbert Karel van Hogendorp aan de Haagse Kneuterdijk die ziek lag.

## Badhuis
Pronk vervulde direct na de aankomst van de prins, en in de maanden die erop volgden, in veel opzichten een prominente rol. Dit leidde tot afgunst en na-ijver bij vele anderen. Bepaalde wensen van zijn kant voor het vervullen van functies werden niet gehonoreerd, maar Jacob Pronk was een slagvaardig man. Het is niet duidelijk hoe Pronk bij de gedachte is gekomen, aan zee een badhuis te beginnen. Wél is bekend dat hij hiervoor in 1811 - dus reeds in de Franse tijd! - al een verzoek daartoe heeft ingediend bij de toenmalig plaatselijk fungerende intendant de l'Ínterieur. Alhoewel de plaatselijke overheid het nut van zeebaden toen wel inzag, leidde het niet tot een toestemming voor het door Pronk gewenste. Pas in 1818 kon deze een stuk duingrond kopen waarop hij, aan de zoom van het Scheveningse strand, een badinrichting zou kunnen beginnen. Hij zette nog in 1818 ter plekke een houten bouwseltje neer waar badgasten zich konden baden in kuipen met zeewater; ook beschikte hij daar over twee badkoetsjes. Het baden in zee of in zeewater werd een succes: vooral lijders aan reumatische kwalen en zenuwziekten zochten en vonden baat bij het zeewater. Twee jaar later verving Jacob Pronk het houten paviljoentje door een stenen gebouwtje dat uiteindelijk in 1828 overging in handen van Den Haag dat in de exploitatie van zeebaden wel een toekomst zag blinken. Jacob Pronk kon vanaf dat moment op zijn lauweren gaan rusten. In 1885, bijna een halve eeuw na Pronks dood, werd zijn badhuis gesloopt om plaats te maken voor het eerste Kurhaus; dit brandde al zeer weldra af waarna een tweede Kurhaus verscheen.

## Trivia
- Van Jacob Pronks vader, Nicolaas Pronk, is bekend dat deze gedurende een korte periode kaperkapitein is geweest, een in die jaren gelegaliseerd beroep. Hij werd daarbij de gezagvoerder van een schip dat de naam 'De Dappere Patriot' droeg. Enkele landelijke bankiers waren de eigenaars van het bewuste roversschip.
- Toen de Prins bij zijn vertrek in [1795 via een loopplank in een voor hem klaarliggende sloep zou stappen die hem naar de pink moest brengen, bleek die loopplank glad vanwege het ijs. Jacob Pronk trok daarom zijn jas uit en waadde door het water om de jas op de loopplank te leggen. Daar de roeiers vervolgens niet goed wegkwamen, stapte Pronk ook in de sloep om de roeiers aldus te assisteren. Bij terugkeer aan de wal moest men hem de bevroren kleding van het lijf knippen.
- Jacob Pronk werd in 1816 door koning Willem I begunstigd met een benoeming tot Broeder van de Orde van de Nederlandse Leeuw. Hem werd in 1817 ook de Gedenkpenning 17 November 1813 toegekend.
- De Torenstraat te Scheveningen werd ter ere van Pronk omgedoopt tot Pronkstraat; dit kwam overigens de stad Den Haag goed uit aangezien deze ook een Torenstraat kende, wat tot verwarring zou kunnen leiden. Later werd aan de Pronkstraat de persoonsnaam Jacob toegevoegd.
- Niet ten onrechte werd in 1818 het eerste, en ook het daaropvolgende, badhuis ruim een halve kilometer ten noorden van de dorpskern van Scheveningen neergezet. Scheveningen had geen haven en de visserspinken moesten dus op het strand, en liefst zo dicht mogelijk bij het dorp, kunnen aanlanden.
- Dit schreef een zekere dr. Moll, een badgast nadat hij in 1824 zijn eerste zeebad had ervaren: ”Moeijlijk zou het mij vallen u te willen beschrijven, hoe vele onaangenaame gewaarwordingen mij hier pijnigden. Het onzekere van den uitslag dezer – in mijnen toestand mijns inziens – altoos gewaagde kuur, het vreemde van den toestel en de voorbereidselen, werkten als zoo vele nederdrukkende prikkels op mijnen geest en deden een klam zweet uit mijne poriën vloeijen, terwijl mijn pols even ongeregeld, als zwak was.” Maar toch blijkt hij zijn klaagzang uiteindelijk in majeur en "met een jeugdig vuur" te hebben afgesloten.